# Segundo Cantón
Segundo Cantón es una localidad del estado mexicano de Chiapas. Es parte del municipio de Tuzantán.

## Demografía
| Gráfica de evolución demográfica |
|                                  |

| Censo | Población |
| ----- | --------- |
| 1970  | 487       |
| 1980  | 711       |
| 1990  | 737       |
| 2000  | 867       |
| 2010  | 952       |
| 2020  | 1 119     |